# Polystichum putuoense
Polystichum putuoense är en träjonväxtart som beskrevs av Li Bing Zhang. Polystichum putuoense ingår i släktet Polystichum och familjen Dryopteridaceae. Inga underarter finns listade.